# Ciment dental
|  | No s'ha de confondre amb cement. |

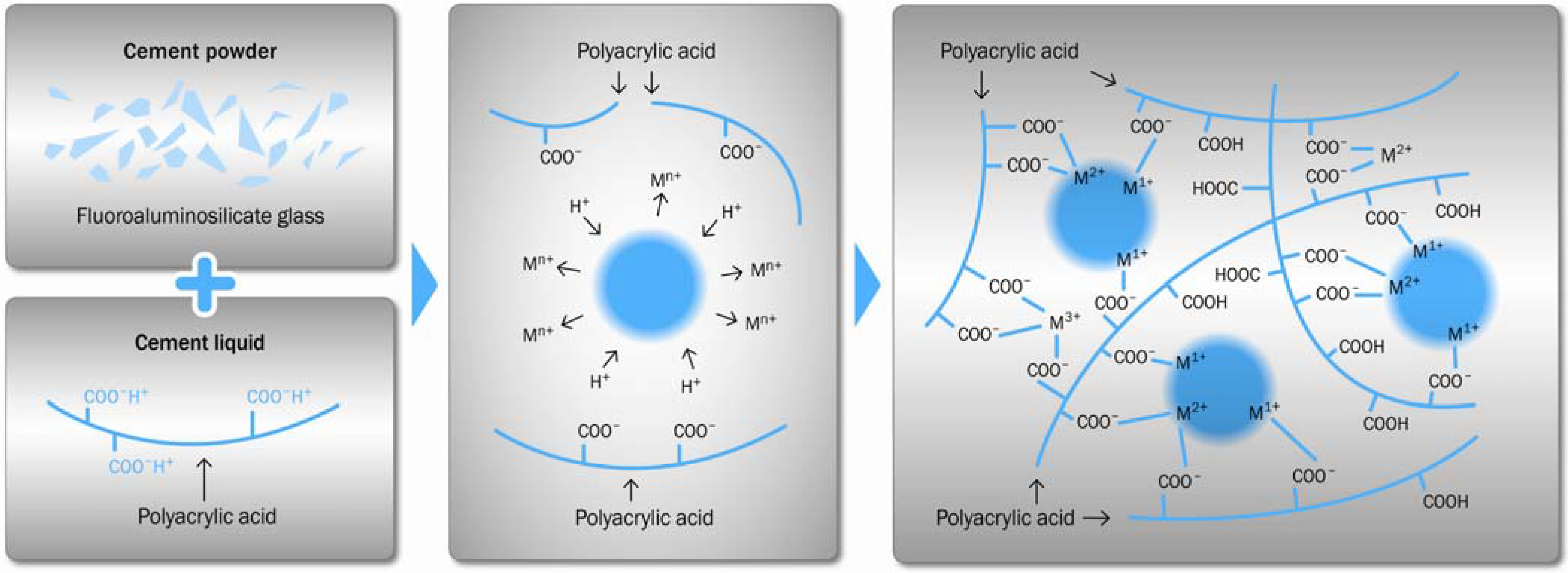
Ionòmer de vidre

Els ciments dentals o ciments odontològics tenen una àmplia gamma d'aplicacions dentals i d'ortodòncia. Els usos habituals inclouen la restauració temporal de les dents, revestiments de cavitats per proporcionar protecció pulpar, sedació o aïllament i cimentació d'aparells de prostodòncia fixa. Els usos recents del ciment dental també inclouen imatges de calci de dos fotons de l'activitat neuronal en cervells de models animals en neurociència experimental bàsica.
Tradicionalment, els ciments tenen components separats en pólvores i líquids que es barregen manualment. D'aquesta manera, el temps de treball, la quantitat i la coherència es poden adaptar individualment a la tasca en qüestió. Alguns ciments, com el ciment de ionòmer de vidre (GIC), poden venir en càpsules i es barregen mecànicament mitjançant màquines de mescla rotatives o oscil·lants. Els ciments de resina no són ciments en un sentit estricte, sinó materials compostos basats en polímers. La norma ISO 4049: 2019 classifica aquests materials de cement a base de polímers segons el mode de curat com a classe 1 (autocurat), classe 2 (polimeritzat amb llum) o classe 3 (curat dual). La majoria dels productes disponibles comercialment són materials de classe 3, que combinen mecanismes d'activació química i de llum.

## Propietats ideals
- Alta biocompatibilitat: el ciment de fosfat de zinc es considera el material més biocompatible amb un potencial al·lèrgic baix malgrat el dolor àcid inicial ocasional (com a conseqüència d'una proporció inadequada de pólvores/líquid)
- No irritant: el ciment de policarboxilat es considera el tipus més sensible a causa de les propietats de l'àcid poliacrílic (PAA).
- Propietats antibacterianes per prevenir la càries secundària
- Proporcioneu un bon segell marginal (estanquitat als bacteris) per evitar fuites marginals
- Resistent a la dissolució a la saliva o un altre líquid oral: una de les causes principals de la decementació és la dissolució del ciment als marges d'una restauració.
- Alta resistència en tensió, cisalla i compressió per resistir l'estrès a la interfície restauració-dent.
- Alta resistència a la compressió (mínim 50 micres segons ISO 9917-1)
- Temps adequat de treball i posada
- Bona estètica
- Bones propietats d'aïllament tèrmic com a revestiment sota restauracions metàl·liques
- Opacitat: amb finalitats de diagnòstic en radiografies.
- Baix gruix de pel·lícula (màxim 25 micres segons ISO 9917-1).
- Baix potencial al·lèrgic
- Baixa contracció
- Retenció: si es produeix una unió adhesiva entre el ciment i el material de restauració, la retenció es millora molt. En cas contrari, la retenció depèn de la geometria de la preparació de la dent.

## Ciments a base d'àcid fosfòric
| Tipus                            | Composició | Reacció de configuració                                                                                             |
| -------------------------------- | --- | --- |
| Ciments de fosfat de zinc        | - Normalment unes pólvores (òxid de zinc amb altres òxids metàl·lics, per exemple, òxid de magnesi) i líquid (solució aquosa d'àcid fosfòric) - Tampó d'òxid de zinc o òxid d'alumini (fins a un 10%) | 3ZnO + 2H 3 PO 4 +H 2 O →Zn 3 (PO 4 ) 2 = 4H 2 O                                                                    |
| Ciments silicofosfats (obsolets) | Subministrat en pólvores (mescla d'òxid de zinc i vidre d'aluminosilicat) i líquid (solució aquosa d'àcid fosfòric amb tampons)                                                                       | Forma nuclis no consumits d'òxid de zinc i partícules de vidre tancades per una matriu de zinc i fosfats d'alumini. |
| Ciments de coure                 | Subministrat en pólvores (òxid de zinc i coure) i líquid (solució aquosa d'àcid fosfòric) | Igual que el fosfat de zinc                                                                                         |

## Ciments dentals a base de compostos quelats organometàl·lics
| Tipus                                   | Composició | Reacció de configuració | Avantatges | Inconvenients | Aplicacions                                                                                      |
| --------------------------------------- | --- | --- | --- | --- | ------------------------------------------------------------------------------------------------ |
| Ciments d'òxid de zinc/eugenol          | Subministrat en dues pastes o en pólvores (òxid de zinc) i líquid (acetat de zinc, eugenol, oli d'oliva) | Una reacció de quelació lenta de dues molècules d'eugenol i un ió de zinc per formar eugenolat de zinc sense humitat. Tanmateix, la configuració es pot completar ràpidament quan hi ha aigua. | Efecte bactericida per eugenol lliure | - Dany pulpar per producció d'exotoxines - Alta solubilitat en aigua - Interfereix amb el procés de polimerització i provoca la decoloració | S'utilitza principalment per revestir sota restauracions d'amalgama                              |
| Ciments d'àcid orto-etoxibenzoic (EBA). | Subministrat en pólvores (principalment òxid de zinc i agents de reforç: quars i colofonia hidrogenada i àcid o -etoxibenzoic líquid i eugenol)                                                                        | Similar als materials d'òxid de zinc/eugenol | - Es pot aconseguir una proporció de pólvores/líquid més alta, de manera que el material fixat pot ser fort - Menor solubilitat que els productes d'òxid de zinc/eugenol | Menys retenció que els ciments de fosfat de zinc                                                                                            | Ciments d'enganxament principalment                                                              |
| Ciments d'hidròxid de calci             | - Hidròxid de calci a l'aigua (l'aigua es pot substituir per una solució de metil cel·lulosa en aigua o un polímer sintètic en dissolvent orgànic volàtil) - L'hidròxid de calci se sol subministrar com a dues pastes | Es formen compostos quelats i la quelació es deu en gran part als ions zinc | - Propietats antibacterianes - Indueix la formació de la capa secundària de dentina                                                                                      | - La fixació pot ser lenta a causa de la baixa viscositat - Reacció de fixació exotèrmica - Resistència a la compressió relativament baixa  | S'utilitza com a material de revestiment sota materials de farciment a base de silicats i resina |

## Aplicacions dentals
Els ciments dentals es poden utilitzar de diverses maneres depenent de la composició i barreja dels components. Les categories següents descriuen els principals usos dels ciments en procediments dentals.

### Restauracions temporals
A diferència de les restauracions compostes i d'amalgama, els ciments s'utilitzen normalment com a material de restauració temporal. Això es deu generalment a les seves propietats mecàniques reduïdes que poden no suportar la càrrega d'oclusió a llarg termini.
- Ciment de ionòmer de vidre (GIC)
- Ciment policarboxilat de zinc
- Ciment eugenol d'òxid de zinc
- Ciment de ionòmer de vidre modificat amb resina (RMGIC)

### Restauracions d'amalgama dental
L'amalgama dental no s'adhereix al teixit dental i, per tant, requereix retenció mecànica en forma de retalls, ranures i solcs. Tanmateix, si després de la preparació de la cavitat queda insuficient teixit dental per proporcionar aquestes característiques de retenció, es pot utilitzar un ciment per ajudar a retenir l'amalgama a la cavitat.
Històricament, per a aquesta tècnica es van utilitzar ciments de fosfat de zinc i policarboxilat; no obstant això, des de mitjans dels anys 80 les resines compostes han estat el material escollit per les seves propietats adhesives. Els ciments de resina comuns utilitzats per a les amalgames unides són RMGIC i el compost a base de resina de curació dual.

### Protecció de revestiments i polpa
Quan una cavitat arriba molt a prop de la cambra de la polpa, s'aconsella protegir la polpa d'una nova agressió col·locant una base o un revestiment com a mitjà d'aïllament de la restauració definitiva. Els ciments indicats per a revestiments i bases inclouen:
- Eugenol d'òxid de zinc
- Policaroxilat de zinc
- Ciment de ionòmer de vidre modificat amb resina (RMGIC)

El tapat pulpar és un mètode per protegir la cambra pulpar si el metge sospita que pot haver estat exposat per càries o preparació de la cavitat. Els taps de polpa indirectes estan indicats per a micro-exposició sospitosa, mentre que els taps de polpa directes es col·loquen sobre una polpa visiblement exposada. Per afavorir la recuperació pulpar, és important utilitzar un material sedant i no citotòxic, com ara el ciment d'hidròxid de calci.

### Materials de cimentació
Els materials de cimentació s'utilitzen per cimentar prostodòncies fixes com corones i ponts. Els ciments d'enganxament solen tenir una composició similar als ciments de restauració; no obstant això, solen tenir menys farcit, és a dir, el ciment és menys viscós.
- Ciment de ionòmer de vidre modificat amb resina (RMGIC)
- Ciment de ionòmer de vidre (GIC)
- Ciment policarboxilat de zinc
- Ciment d'eugenol i òxid de zinc

### Resum d'aplicacions clíniques
| Aplicació clínica          | Tipus de ciment utilitzat                                    |
| -------------------------- | ------------------------------------------------------------ |
| Corones                    |                                                              |
| Metall                     | Fosfat de zinc, GI, RMGI, resina autocurada o dual *         |
| Ceràmica metàl·lica        | Fosfat de zinc, GI, RMGI, resina autocurada o dual *         |
| Tot de ceràmica            | Ciment de resina                                             |
| Corona provisional         | Ciment eugenol d'òxid de zinc                                |
| 3/4 de corona              | Fosfat de zinc, GI, RMGI, resina autocurada o dual *         |
| Ponts                      |                                                              |
| Convencional               | Fosfat de zinc, GI, RMGI, resina autocurada o dual *         |
| Unió de resina             | Ciment de resina                                             |
| Pont provisional           | Ciment eugenol d'òxid de zinc                                |
| Fundes                     | Ciment de resina                                             |
| Incrustació                | Fosfat de zinc, GI, RMGI, resina autocurada o dual *         |
| Onlay                      | Fosfat de zinc, GI, RMGI, resina autocurada o dual *         |
| Post i nucli               |                                                              |
| Pal metàl·lic              | Qualsevol ciment que no sigui adhesiu (NO ciments de resina) |
| Post de fibra              | Ciment de resina                                             |
| Brackets d'ortodòncia      | Ciment de resina                                             |
| Bandes molars d'ortodòncia | GI, policarboxilat de zinc, compost                          |

## Composició i classificació

### Classificació ISO
Els ciments es classifiquen en funció dels seus components. En general, es poden classificar en categories:
- Ciments d'aigua i àcid-base : fosfat de zinc (Zn 3 (PO 4 ) 2 ), poliacrilat de zinc (policarboxilat), ionòmer de vidre (GIC). Aquests contenen càrregues d'òxid metàl·lic o de silicat incrustades en una matriu de sal.
- Ciments àcid-base no aquosos/oli base: òxid de zinc eugenol i òxid de zinc no eugenol. Aquests contenen farcits d'òxid metàl·lic incrustats en una matriu de sal metàl·lica.
- A base de resina: ciments de resina d'acrilat o metacrilat, incloent l'última generació de ciments de resina autoadhesiu que contenen silicats o altres tipus de farcits en una matriu de resina orgànica.

Els ciments es poden classificar segons el tipus d'estructura:
- Fosfat (fosfat de zinc, silicofosfat)
- Policarboxilat (policarboxilat de zinc, ionòmer de vidre)
- Fenolat (òxid de zinc eugenol i àcid etoxibenzoic [EBA])
- Resina (polimèrica)[7]

Segons el temps d'ús:
- Convencional ( fosfat de zinc, policarboxilat de zinc, eugenol d' òxid de zinc, ciment de ionòmer de vidre )
- Contemporània ( ciments de resina, ionòmers de vidre modificats amb resina ).

## Ciments a base de resina
Aquests ciments són compòsits a base de resina. S'utilitzen habitualment per cimentar definitivament restauracions indirectes, especialment ponts o restauracions indirectes de resina, de ceràmica o compòsit, adherits al teixit dental. Normalment s'utilitzen conjuntament amb un agent d'adhesió, ja que no tenen capacitat d'adherir-se a la dent, tot i que hi ha alguns productes que es poden aplicar directament a la dent (productes auto-decapants).
Hi ha tres ciments principals a base de resina:
- De curat amb llum: necessita una làmpada UV per completar l'operació
- De curat dual: es pot fotopolimeritzar amb llum UV als marges de la restauració, però curar químicament a les zones on la làmpada de polimerització no pot penetrar
- Auto-decapant: aquest neteja la superfície de la dent i no requereix un agent d'unió intermedi

Els ciments de resina es presenten en una varietat de tons per millorar l'estètica.

### Propietats mecàniques
1. Tenacitat a la fractura
  - El termociclatge redueix significativament la tenacitat a la fractura de tots els ciments a base de resina, excepte RelyX Unicem 2 I G-CEM LinkAce.
2. Resistència a la compressió
  - Tots els ciments a base de resina automesclats tenen una resistència a la compressió més gran que la contrapart barrejada a mà, excepte el Variolink II.[9]

## Ciments de policarboxilat de zinc
El policarboxilat de zinc es va inventar l'any 1968 i va ser revolucionari, ja que va ser el primer ciment que va mostrar la capacitat d'unir-se químicament a la superfície de la dent. Es veu molt poca irritació pulpar amb el seu ús a causa de la gran mida de la molècula d'àcid poliacrílic. Aquest ciment s'utilitza habitualment per a la instal·lació de corones, ponts, incrustacions, onlays i aparells d'ortodòncia.
Composició:
- Reacció en pólvores + líquid
- Òxid de zinc (pólvores) + àcid poli(acrílic) (líquid) = policarboxilat de zinc
- El policarboxilat de zinc també es coneix de vegades com a poliacrilat de zinc o polialquenoat de zinc
- Els components de les pólvores inclouen òxid de zinc, fluorur estannos, òxid de magnesi, sílice i també alúmina.
- Els components del líquid inclouen àcid poli(acrílic), àcid itacònic i àcid maleic.

Adhesió:
- Els ciments de policarboxilat de zinc s'adhereixen a l'esmalt i la dentina mitjançant una reacció de quelació.

Indicacions d'ús:
- Restauracions temporals
- Polpa inflamada
- Bases
- Cimentació de corones[8]

| Avantatges                                               | Inconvenients                                                                    |
| -------------------------------------------------------- | -------------------------------------------------------------------------------- |
| S'adhereix al teixit dental o al material de restauració | Difícil de barrejar                                                              |
| Durabilitat a llarg termini                              | Opac                                                                             |
| Propietats mecàniques acceptables                        | Soluble a la boca, especialment quan s'incorpora fluorur estannos a les pólvores |
| Relativament barat                                       | Difícil de manipular                                                             |
| Llarga i exitosa trajectòria                             | conjunt mal definit                                                              |

## Ciments de fosfat de zinc
El fosfat de zinc va ser el primer ciment dental que va aparèixer al mercat dental i es considera "l'estàndard" per a altres ciments dentals per comparar-los. Els molts usos d'aquest ciment inclouen la cimentació permanent de corones, aparells d'ortodòncia, fèrules intraorals, incrustacions, sistemes de postes i pròtesis parcials fixes. El fosfat de zinc presenta una resistència a la compressió molt alta, una resistència mitjana a la tracció i un gruix de pel·lícula adequat quan s'aplica segons les directrius del fabricant. No obstant això, els problemes amb l'ús clínic del fosfat de zinc són el seu pH inicialment baix quan s'aplica en un medi oral (lligat a la irritació pulpar) i la incapacitat del ciment per unir-se químicament a la superfície de la dent, tot i que això no ha afectat l'ús a llarg termini. del material.
Composició:
- Àcid fosfòric líquid
- Pols d'òxid de zinc

Antigament conegut com l'agent de cimentació més utilitzat, el ciment de fosfat de zinc funciona amb èxit per a la cimentació permanent. No posseeix efectes anticariogènics, no s'adhereix a l'estructura de la dent i adquireix un grau moderat de solubilitat intraoral. Tanmateix, el ciment de fosfat de zinc pot irritar la polpa nerviosa; per tant, és necessària la protecció de la polpa, però és molt recomanable l'ús de ciment policarboxilat (policarboxilat de zinc o ionòmer de vidre), ja que és un ciment més compatible biològicament.

## Ciments de ionòmer de vidre
El ciment de ionòmer de vidre o  ionòmer vitri és un biomaterial amb un gran camp d'utilització en odontologia restauradora i preventiva. Sorgeix a la dècada del 1970 gràcies a les investigacions dels científics Wilson i Kent, no obstant això, ha sofert modificacions en la seva estructura química i composició a través dels anys. Antigament aquest ciment era denominat ciment de polialquenoat de vidre, però és el seu nom actual el que ha estat àmpliament difós atès que té estreta relació amb la seva composició.

## Contraindicacions conegudes dels ciments dentals
Els materials dentals com els instruments d'ompliment i d'ortodòncia han de complir els requisits de biocompatibilitat ja que estaran a la cavitat bucal durant un llarg període. Alguns ciments dentals poden contenir productes químics que poden induir reaccions al·lèrgiques en diversos teixits de la cavitat bucal. Les reaccions al·lèrgiques habituals inclouen estomatitis / dermatitis, urticària, inflor, erupció cutània i rinorrea. Aquests poden predisposar a condicions que amenacen la vida com ara anafilaxi, edema i arrítmies cardíaques.
L'eugenol s'utilitza àmpliament en odontologia per a diferents aplicacions, com ara pastes d'impressió, apòsits periodontals, ciments, materials d'ompliment, segelladors d'endodòncia i apòsits secs. L'òxid de zinc eugenol és un ciment que s'utilitza habitualment per a restauracions provisionals i obturació del conducte radicular. Tot i que la Food and Drug Administration dels EUA està classificat com a no cariogènic, s'ha demostrat que l'eugenol és citotòxic amb el risc de reaccions anafilàctiques en determinats pacients.
L'òxid de zinc eugenol constitueix una barreja d'òxid de zinc i eugenol per formar un ciment eugenol polimeritzat. La reacció de fixació produeix un producte final anomenat eugenolat de zinc, que s'hidrolitza fàcilment, produint eugenol lliure que provoca efectes adversos sobre els fibroblasts i les cèl·lules semblants als osteoclasts. A concentracions altes es produeix una necrosi localitzada i una cicatrització reduïda, mentre que a concentracions baixes la dermatitis de contacte és la manifestació clínica habitual.
S'ha demostrat que la dermatitis de contacte al·lèrgica és l'ocurrència clínica més elevada, normalment localitzada als teixits tous, sent la mucosa bucal la més freqüent. Normalment s'utilitzarà una prova de pegat feta per dermatòlegs per diagnosticar la malaltia. Els ciments d'ionòmer de vidre s'han utilitzat per substituir els ciments eugenols d'òxid de zinc (eliminant així l'al·lergen), amb un resultat positiu dels pacients.